# جوني أوتيس
جوني أوتيس (بالإنجليزية: Johnny Otis)‏ هو منتج أسطوانات وعازف بيانو وكاتب أغاني وملحن أمريكي، ولد في 28 ديسمبر 1921 في فاليجو في الولايات المتحدة، وتوفي في 17 يناير 2012 في لوس أنجلوس في الولايات المتحدة.

## وصلات خارجية
- الموقع الرسمي
- جوني أوتيس على موقع IMDb (الإنجليزية)
- جوني أوتيس على موقع الموسوعة البريطانية (الإنجليزية)
- جوني أوتيس على موقع ميوزك برينز (الإنجليزية)
- جوني أوتيس على موقع إن إن دي بي (الإنجليزية)
- جوني أوتيس على موقع أول ميوزيك (الإنجليزية)
- جوني أوتيس على موقع ديسكوغز (الإنجليزية)
- جوني أوتيس على موقع قاعدة بيانات الفيلم (الإنجليزية)